# آرزاماس ۱۰۱۲۱
سیارک ۱۰۱۲۱ (به انگلیسی: 10121 Arzamas، نامگذاری:1993BS4) ده هزار و صد و بیست و یکمین سیارک کشف شده‌است که در ۲۷ ژانویه ۱۹۹۳ کشف شد.
قدر مطلق سیارک برابر ۲۶٫۹ است.